# Piquenchagne
La piquenchagne es un tipo de tarta dulce tradicional del Borbonés, a base de peras.
Originalmente, el piquenchagne era una especie de galette o masa de crepes, o brioche, donde estaban atrapadas peras, con su parte del rabo hacia arriba (de ahí el nombre de este postre?)). Con el tiempo, la receta sufrió muchas variaciones y refinamientos. En la actualidad por lo general se utiliza pasta de hojaldre en lugar de una masa de pan, con la que se forra un molde de torta, en su interior se pone crema pastelera; y en la crema pastelera se ubican unas seis peras con su rabo hacia arriba.
La piquenchagne es una de las escasas especialidades borgoñesas propiamente originarias de esta provincia, la mayoría de las otras están compartidas con provincias vecinas.
Probablemente fue la evolución de un pastel relleno con la fruta (dado que allí se encontraban las manzanas y membrillos).

## Receta
Ingredientes: 1 pizca de sal, 2 cucharadas de azúcar, 500 gr de peras, 25 cl de leche, 100g de mantequilla, 15g de levadura de panadería, 3 huevos, 500 gr de harina.
Disolver la levadura en la leche tibia y añadir una pizca de sal. Hacer un hueco con la harina, verter la leche, los huevos batidos y la mantequilla ablandada. Mezclar y amasar 15 minutos.
Pelar las peras. Estirar la masa para que quede de un centímetro de grosor y poner la fruta en ella. Doblar los bordes de la masa hacia el centro, luego amasar suavemente para mezclar la masa y fruta. A continuación, formar una corona, ponerla en una bandeja de horno y dejar reposar 3 horas. Glasear con huevo y hornear en un horno caliente.